# الفسطاط
الفسطاط هي شياخة من شياخات حي مصر القديمة الواقعة في جنوب محافظة القاهرة، وكانت أول عاصمة لمصر تحت الحكم الإسلامي. بناه القائد المسلم عمرو بن العاص مباشرة بعد الفتح الإسلامي لمصر عام 641 م، وكان يضم جامع عمرو بن العاص، وهو أول مسجد بني في مصر.
بلغت المدينة ذروتها في القرن الثاني عشر، حيث بلغ عدد سكانها حوالي 200000 نسمة. كانت مركز السلطة الإدارية في مصر، إلى أن أمر وزيرها شاور بإحراقها في عام 1168 لإبقاء ثروتها بعيدة عن أيدي الغزاة الصليبيين. تم استيعاب بقايا المدينة في نهاية المطاف من قبل القاهرة المجاورة، والتي تم بناؤها إلى الشمال من الفسطاط في عام 969 عندما غزا الفاطميون المنطقة وأنشأوا مدينة جديدة لتكون بمثابة سياج ملكي للخليفة. سقطت المنطقة في حالة سيئة لمئات السنين واستخدمت كمكب للقمامة.
تعد الفسطاط اليوم جزءًا من القاهرة القديمة، مع وجود القليل من المباني المتبقية من أيامها كعاصمة. كشفت العديد من الحفريات الأثرية عن ثروة من المواد المدفونة في المنطقة. العديد من القطع الأثرية المسترجعة من الموقع معروضة في متحف الفن الإسلامي بالقاهرة.

## عاصمة مصر
كانت الفسطاط عاصمة مصر لما يقرب من 500 عام. بعد تأسيس المدينة في عام 641، لم تنقطع سلطتها حتى 750، عندما قامت الدولة العباسية بثورة ضد الأمويين. لم يتركز هذا الصراع في مصر، ولكن في أماكن أخرى من العالم العربي. عندما تولى العباسيون السلطة، نقلوا عواصم مختلفة إلى مناطق أكثر سيطرة. لقد أقاموا مركز خلافتهم في بغداد، ونقلوا العاصمة من موقعها الأموي السابق في دمشق. تم اتخاذ خطوات مماثلة في جميع أنحاء الدولة الجديدة. في مصر، نقلوا العاصمة من الفسطاط قليلاً شمالاً إلى مدينة العسكر العباسية، والتي ظلت العاصمة حتى عام 868 م. وعندما سيطرت الدولة الطولونية عام 868، انتقلت العاصمة المصرية لفترة وجيزة إلى مدينة شمالية مجاورة أخرى، القطائع. استمر هذا حتى 905 فقط، عندما دمرت القطائع وعادت العاصمة إلى الفسطاط. فقدت المدينة مكانتها مرة أخرى كعاصمة عندما أمر وزيرها شاور بحرقها عام 1168 خوفًا من وقوعها في أيدي أمالريك، ملك مملكة القدس الصليبية. تم نقل العاصمة المصرية في النهاية إلى القاهرة.

## التاريخ

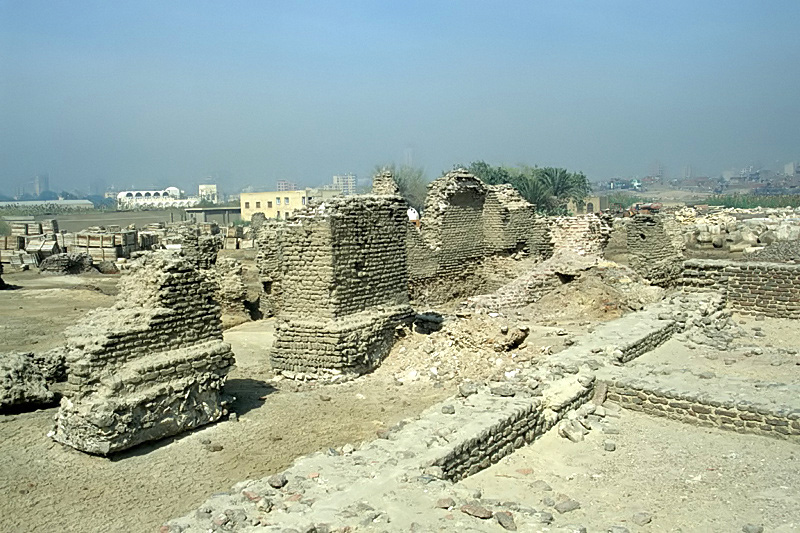
البيوت

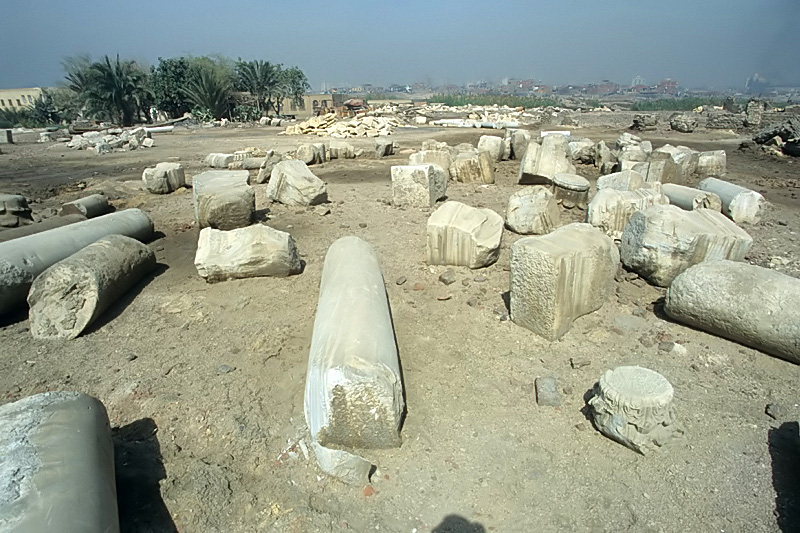
الأعمدة

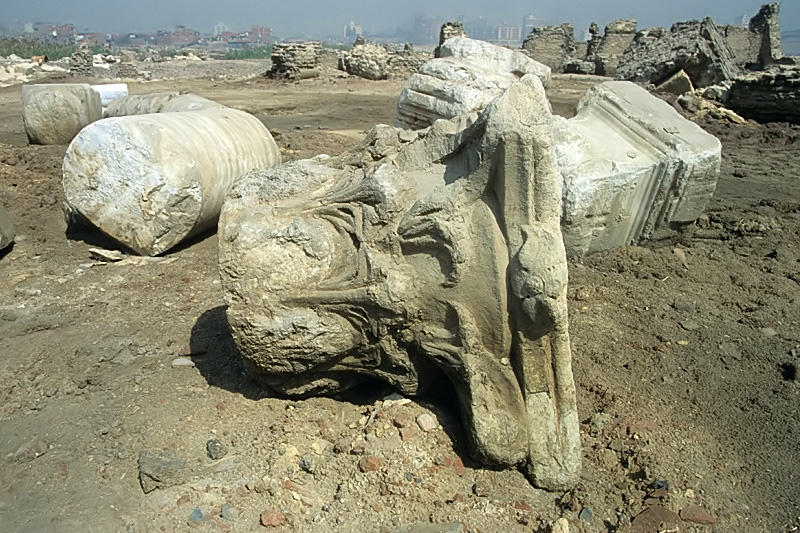
تيجان الأعمدة

شيدت الفسطاط عام 641 على يد القائد المسلم عمرو بن العاص بمساعدة القائد عبادة بن الصامت. كما أشرف عبادة بنفسه على بناء مسجد عمرو بن العاص، بما في ذلك القبلة.
كان السكان الأوائل للمدينة يتألفون بالكامل تقريبًا من الجنود وعائلاتهم، وكان تخطيط المدينة مشابهًا لتخطيط الحامية. قصد عمرو أن تكون الفسطاط قاعدة يتم من خلالها فتح شمال إفريقيا، بالإضافة إلى إطلاق المزيد من الحملات ضد البيزنطيين. وظلت القاعدة الأساسية للتوسع الإسلامي في إفريقيا حتى تأسست القيروان في تونس عام 670.
تطورت الفسطاط كسلسلة من المناطق القبلية حول المسجد المركزي والمباني الإدارية. جاء غالبية المستوطنين من اليمن، مع ثاني أكبر تجمع من غرب الجزيرة العربية، إلى جانب بعض اليهود والمرتزقة الرومان. كانت اللغة العربية عمومًا هي اللهجة المنطوقة الأساسية في مصر، وكانت لغة الاتصال الكتابي. كانت اللغة القبطية لا يزال يتحدث بها الفسطاط في القرن الثامن.
كانت الفسطاط مركز القوة في مصر في ظل الدولة الأموية، التي بدأت مع حكم معاوية بن أبي سفيان، وترأس الخلافة الإسلامية من 660 إلى 750. ومع ذلك، كانت مصر تعتبر فقط مقاطعة ذات قوى أكبر، وكان يحكمها حكام الذين تم تعيينهم من مراكز إسلامية أخرى مثل دمشق والمدينة المنورة وبغداد. كانت الفسطاط مدينة رئيسية، وفي القرن التاسع كان عدد سكانها حوالي 120.000 نسمة. لكن عندما استولى القائد جوهر الصقلي من الفاطميين المقيمين في تونس على المنطقة، أطلق هذا حقبة جديدة عندما كانت مصر مركز قوتها. أسس جوهر مدينة جديدة شمال الفسطاط في 8 أغسطس 969، وأطلق عليها اسم القاهرة، وفي عام 971، نقل الخليفة الفاطمي المعز لدين الله الفاطمي بلاطه من المنصورية في تونس إلى القاهرة. لكن لم يكن القصد من القاهرة أن تكون مركزًا للحكومة في ذلك الوقت - فقد كانت تُستخدم في المقام الأول كغطاء ملكي للخليفة وبلاطه وجيشه، بينما ظلت الفسطاط العاصمة من حيث القوة الاقتصادية والإدارية. ازدهرت المدينة ونمت، وفي عام 987، كتب الجغرافي ابن حوكال أن الفسطاط كانت ثلث مساحة بغداد تقريبًا. بحلول عام 1168، كان عدد سكانها 200000 نسمة.
اشتهرت المدينة بازدهارها وشوارعها وحدائقها وأسواقها المظللة. كانت تحتوي على مبان سكنية شاهقة، يبلغ ارتفاعها حوالي سبعة طوابق، والتي يمكن أن تستوعب مئات الأشخاص. وصفها شمس الدين المقدسي في القرن العاشر بالمآذن، بينما وصف ناصر خسرو في أوائل القرن الحادي عشر بعضها بارتفاع يصل إلى 14 طابقًا ، مع حدائق على السطح في الطابق العلوي مكتملة بعجلات مائية تجرها الثيران للري.
كتب الرحالة الفارسي ناصر خسرون عن الأواني الغريبة والجميلة في أسواق الفسطاط: الفخار المتقزح اللون والكريستال والعديد من الفواكه والزهور، حتى خلال أشهر الشتاء. من 975 إلى 1075، كانت الفسطاط مركزًا رئيسيًا لإنتاج الفن والخزف الإسلامي، وواحدة من أغنى مدن العالم. وذكر أحد التقارير أنها دفعت ضرائب تعادل 150 ألف دولار في اليوم لإدارة الخليفة معز. كشفت الحفريات الأثرية الحديثة عن قطع أثرية تجارية من أماكن بعيدة مثل إسبانيا والصين وفيتنام. كشفت الحفريات أيضا عن مخططات معقدة للمنازل والشوارع. تتكون الوحدة الأساسية من غرف مبنية حول فناء مركزي، مع وجود رواق من الأقواس على جانب واحد من الفناء هو الوسيلة الرئيسية للوصول.

## التسمية
وعن سبب التسمية نشير إلى أن عمرو بن العاص كما يذكر الطبري، وبعد فتح حصن بابليون أراد رفع الفسطاط والمسير إلى الإسكندرية تمام فتح مصر، فإذا يمام قد فرخ في أعلاه فتركه على حاله وأوصى به صاحب الحصن والقصر..
فلما فتح الإسكندرية وأراد الاستقرار بها نهاه عمر بن الخطاب عن ذلك وأوصاه باختيار موضع وسط يتيسر الاتصال به، فلم يجد عمرو أنسب من اختيار الموقع الملاصق لحصن بابليون لحصانته وموقعه وسأل أصحابه: أين تنزلون؟ قالوا: نرجع إلى موقع فسطاطه لنكون على ماء وصحراء. فعاد إليها ومَصَّرَها وأقطعها للقبائل التي معه، فنسبت المدينة إلى فسطاطه، فقيل: فسطاط عمرو. فالفسطاط على هذا النحو معسكر أو مخيم أو بيت من الشعر.
ويذكر ابن قتيبة في كتابه عيون الأخبار أن العرب يقولون لكل مدينة: الفسطاط، ولذا سموا مصر بالفسطاط، ويستشهد على ذلك بحديث للرسول صلى الله عليه وسلم رواه أبو هريرة قال فيه: (عليكم بالجماعة فإن يد الله على الفسطاط، أي المدينة).

## اتساع الفسطاط
عندما سيطر صالح بن علي العباسي على الفسطاط شرع خليفته الأمير أبو عون في بناء عاصمة جديدة شمال الفسطاط سنة 133هـ/750م أطلق عليها العسكر وكانت خاصة بالجند لمنع اختلاطهم بالأهالي وفي سنة 168هـ بني الفضل بن صالح مسجد للمدينة ولكنه اندثر وفي سنة 200هـ سمح للناس بالبناء حول العسكر مما أدى إلى اتصال العسكر بالفسطاط.

## تخطيط الفسطاط
وعن تخطيط المدينة العمراني نشير إلى أن أول بناء اختطه عمرو بن العاص في الفسطاط كان مسجده الجامع، وكان مسجدًا كبيرًا شريف القدر شهير الذكر. ثم بنى عمرو داره الكبرى عند باب المسجد وكان يفصلها عن الجامع طريق، ثم اختط دارًا أخرى ملاصقة لها، وبنى حمام الفار (الذي سمي كذلك لصغر حجمه قياسًا بحمامات الروم الضخمة)، واختطت قريش والأنصار وأسلم وغفار وجهينة ومن كان قد اشترك في جيش المسلمين ممن لم يكن لعشيرته في الفتح اختطوا جميعًا حول المسجد الجامع ودار عمرو.
هذا وكانت هذه الخطط في الفسطاط بمثابة الحارات في القاهرة، واختط خارجة بن حذافة غربي المسجد، وبنى أول غرفة بمصر، والغرفة هي قاعة تعلو الدار وتطل على الطريق، وهي التي أمره عمر بن الخطاب بهدمها لكي لا يطلع على عورات جيرانه.
أما الدار البيضاء التي استغرق بناؤها أربعين يومًا فاختطها عبد الرحمن بن عديس البلوي، وبُنِيَتْ لمروان بن الحكم حين قدم إلى مصر وكانت صحنًا وموقفًا لخيل المسلمين بين المسجد ودار عمرو. وبنى عمرو بن العاص لبني سهم دار السلسلة الواقعة غربي المسجد. واختطت ثقيف في الركن الشرقي للمسجد الجامع. واختط أبو ذر الغفاري دار العمد ذات الحمام، واختطت همدان الجيزة وحينما أخبر عمرو عمر بن الخطاب بذلك ساءه وكتب إلى عمرو يقول:
كيف رضيت أن تفرق عنك أصحابك، لم يكن ينبغي لك أن ترضى لأحد من أصحابك أن يكون بينك وبينهم بحر، لا تدري ما يفاجئهم، فلعلك لا تقدر على غياثهم حتى ينزل بهم ما تكره، فاجمعهم إليك فان أبوا عليك وأعجبهم موضعهم فابن عليهم من فيء المسلمين حصنًا.
وحينما لم يرجعوا ومن والأهم من رهطهم كيافع وغيرها بنى لهم عمرو الحصن سنة 22 هـ.
وكان يتوسط خطط الجيزة أرض فناء فسيحة، فلما قدمت الإمدادات زمن عثمان بن عفان، وفيما بعد ذلك، كثر الناس في هذه الأرض وكثر بنيانها حتى التأمت خطط الجيزة، وأصبحت امتدادًا للفسطاط وأرضًا منها.
وكثرت بالفسطاط الحارات والأزقة والدروب، التي تعتبر مظهرًا من مظاهر التوسع العمراني والازدهار الاقتصادي، ويقول في ذلك جمال الدين الشيال اعتمادًا على حفريات الفسطاط لبهجت وعكوش: أنه كان يفصل بين منازل الفسطاط أنواع من الطرقات المختلفة الاتساع والامتداد فأكبرها لا يزيد عرضه عن ستة أمتار، وأضيقها لا يتجاوز مترًا ونصف المتر، وكان يطلق عليها بنسبة عرضها أو اتساعها أو طولها أو اتصالها اسم حارة أو درب أو زقاق، وكانت تسمى بأسماء القبائل التي نزلت بها أو باسم كبار العرب الذين سكنوها أو بأسماء الحرف والصناعات أو أنواع التجارة.

## الأهمية الاقتصادية
كانت الفسطاط والتي شيدت بالقرب من حصن بابليون مركزا رئيسيا للتجارة البحرية الخارجية، لوقوعها علي النيل في موقع متوسط بين الوجهين البحري والقبلي، ولاتصالها بثغور مصر الشمالية ومدن الصعيد الجنوبية عن طريق النيل. تأكد هذا الدور في العصر الفاطمي لاتصالها بالقاهرة، مقر الخلفاء الفاطميين. وأصبحت الفسطاط ميناء للتجارة القادمة من الصين والهند واليمن وأوروبا، كما أصبحت المركز الرئيسي لحركة النقل المائي. وقد وصفها المقريزى بانخفاض أسعارها عن القاهرة. ووجدت المحال التجارية علي ساحل الفسطاط، حيث تفرغ البضائع مباشرة علي أبوابها. وكان يستحيل نقل البضائع علي ظهور الدواب نظرا لازدحام مدينة الفسطاط. حتى ان الرحالة المقدسي، الذي زار مدينة الفسطاط، تعجب من كثرة السفن والمراكب التي رآها بميناء الفسطاط. كما أن الرحالة بن سعيد، الذي زار الفسطاط، قال «لئن قلت إنني لم ابصر علي نهر ما أبصرته علي ذلك الساحل فإني أقول حقا».
وعندما كانت ترسو المراكب الواصلة إليها والمحملة بأصناف الغلات المختلفة، كان الحمالون يقومون بحمل ذلك الي أماكن التخزين الخاصة بها التي تقوم في عدة أماكن بالقاهرة.
ونلاحظ ان مركز الفسطاط التجاري لم يهتز بشدة عقب المجاعة والشدة، التي حدثت في عصر الخليفة المستنصر بالله الفاطمي.
وقد قام أحمد بن طولون ببناء ترسانة، في جزيرة الروضة بالقرب من الفسطاط، وعندما تولى محمد ابن طغج الاخشيدى الحكم، حول منطقة ترسانة الفسطاط إلي حديقة، وأنشأ ترسانة جديدة سنة 325 هـ / 937 م.
ويقال أنها ظلت تعمل أيام الفاطميين والأيوبيين والمماليك. كما ذُكر في المصادر التاريخية، أن هذه المدينة هي مركز تصنيع الأسطول الذي أستخدمه صلاح الدين في البحر المتوسط لمحاربة الصلييبين، كما حدث في عهد الملك الكامل محمد وولده الصالح نجم الدين أيوب. وكانت هذه السفن تجهز بالأسلحة والمحاربين، ثم كان يتم إرسالها من الفسطاط عن طريق النيل إلي الموانى الشمالية مثل الإسكندرية، ورشيد ودمياط. كما كان للترسانة أيضاً دوراً حيوياً في بناء المراكب البحرية في عصر المماليك، فقد منع السلطان الظاهر بيبرس الناس من التصرف في خشب السفن وأمر بإنشاء عشرين مركباً. كما كان السلطان الأشرف خليل بن قلاوون وأخيه السلطان الناصر محمد بن قلاوون من كبار صناع السفن في الفسطاط. ويفهم من كتب المؤرخين ان دار صناعة الفسطاط قد توقفت عن العمل في عصر الناصر محمد ابن قلاوون.

## معالمها
جامع عمرو بن العاص:

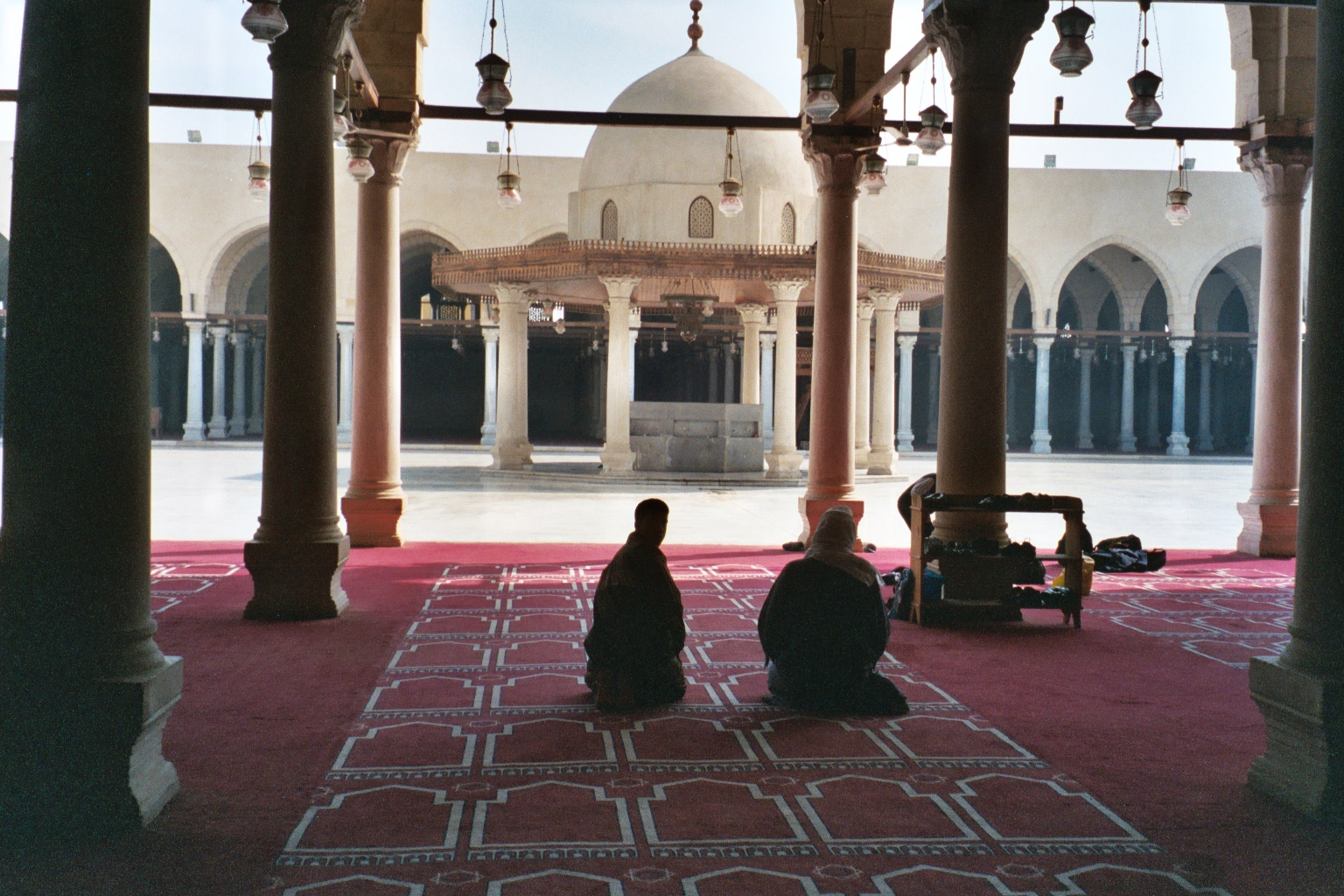
جامع عمرو بن العاص

أول جامع أقيم في مصر، ويعرف بالجامع العتيق، وكان موضعه جبانة، وعندما نزل المسلمون في مكانه حاز موضعه قيسبة بن كلثوم التجيبي ونزله، وحينما رجع المسلمون من الإسكندرية إلى هذا المكان، سأل عمرو قيسبة في منزله هذا أن يجعله مسجدًا فتصدق به على المسلمين، فبُنِيَ في سنة 21 هـ، وقد وقف على تحرير قبلته جمع كبير من جِلَّة الصحابة رضوان الله عليهم قال المقريزي: إنهم ثمانون رجلًا من أصحاب رسول الله صلى الله عليه وسلم منهم: الزبير بن العوام، والمقداد بن الأسود، وعبادة بن الصامت، أبو الدرادء، وأبو ذر الغفاري، وغيرهم رضي الله عنهم، وكان طوله خمسين ذراعًا في عرض ثلاثين، ثم توالت الزيادات، إلى أن كانت سنة 212 هـ، إذ أمر عبد الله بن طاهر والي مصر من قبل المأمون بتوسيعه، فزيد فيه مثله، وبذلك بلغت 50\12 * 50\120 مترًا..
وكانت تقام فيه حلقات الدروس، بعضها للإرشاد، والآخر لدروس الفقه والحديث وعلوم القرآن والأدب، فكان جامعة إسلامية ذاع ذكرها في الآفاق، وصار يقصدها الطلاب من الأقطار المختلفة..
ويروي ابن إسحاق أن عمرًا بنى بعد فتح الإسكندرية مسجدًا كان لا يزال باقيًا إلى عصره
حصن بابليون:

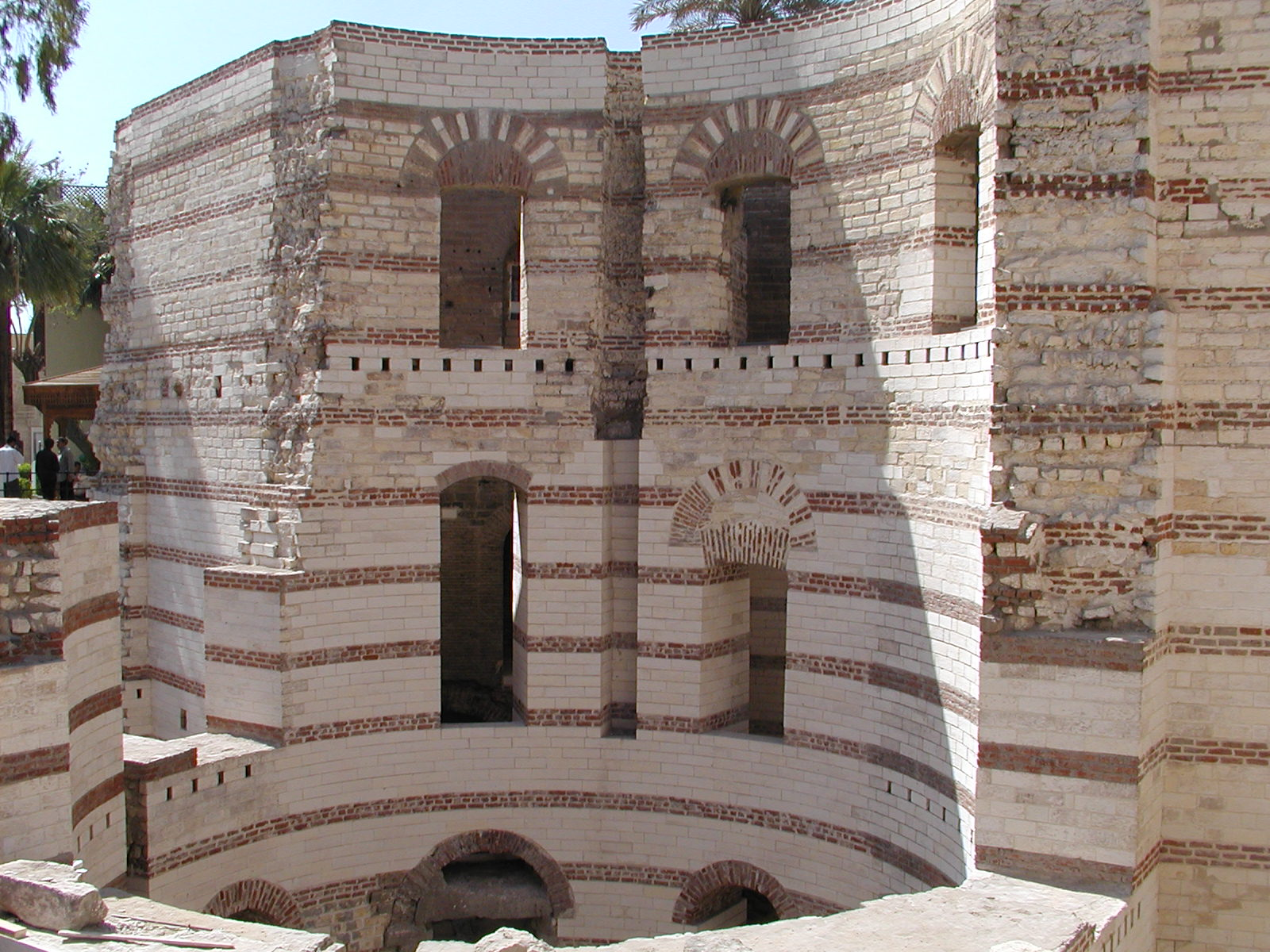
حصن بابليون

يقع حصن بابليون الآن في القاهرة القبطية عند محطة مار جرجس لمترو الأنفاق وكان الأمبراطور تراجان قد أمر ببناؤه في القرن الثاني الميلادي في عهد الاحتلال الرومانى لمصر وقام بترميمه وتوسيعه وتقويته الإمبراطور الرومانى أركاديوس في القرن الرابع حسب رأى العلامة القبطى مرقص سميكة باشا. وقلعة تراجان هذه غير القلعة القديمة التي ذكرها إسترابو المؤرخ وكان موقعها إلى الجنوب من قصر الشمع بالقرب من دير بابليون الحالى
الكنيسة المعلقة:

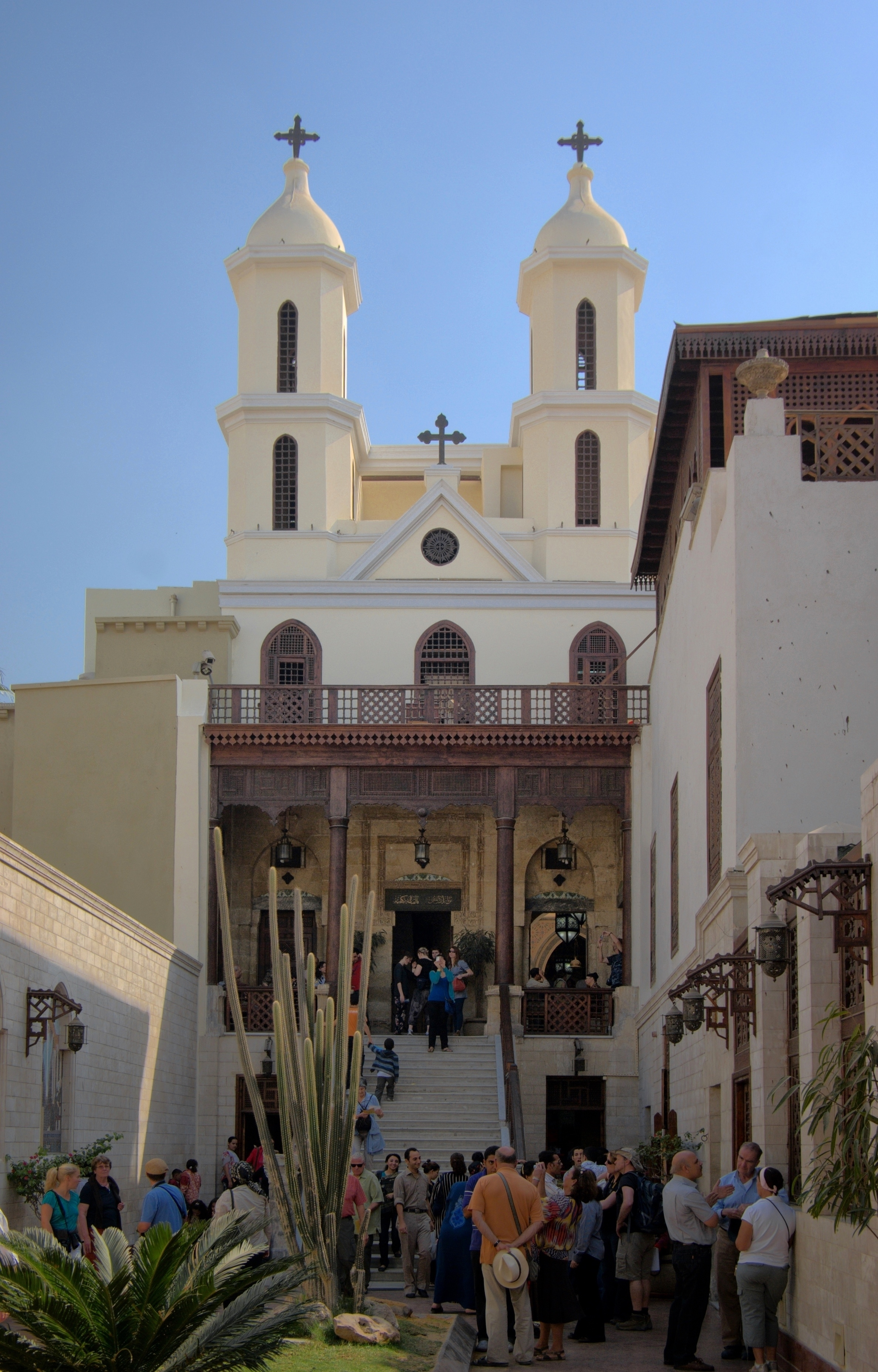
الكنيسة المعلقة

سميت بالمعلقة لأنها بنيت على برجين من الأبراج القديمة للحصن الروماني (حصن بابليون)، ذلك الذي كان قد بناه الإمبراطور تراجان في القرن الثاني الميلادي، وتعتبر المعلقة هي أقدم الكنائس التي لا تزال باقية في مصر.